# Rostgumpad sångare
Rostgumpad sångare (Curruca subcoerulea) är en fågel i familjen sylvior inom ordningen tättingar som är vanligt förekommande i södra Afrika.

## Utseende
Rostgumpad sångare är en 14-15 centimeter lång fågel med gråbrun ovansida och grå undersida bortsett från den lysande kastanjefärgade undergumpen som givit arten dess namn. Strupen är mörkstreckad, stjärten svart med vitt ändband och runt det grå ögat syns en vit ögonring. Benen är svarta. Den liknande karroosångaren är blekare och har mer vitt i stjärten.

## Utbredning och systematik
Rostgumpad sångare delas in i fyra underarter med följande utbredning:
- ansorgei – förekommer i kustnära sydvästra Angola
- cinerascens – Namibia och Botswana
- subcaerulea – västra Sydafrika, från Norra Kapprovinsen söder om Oranjefloden österut till sydvästra Fristatsprovinsen
- orpheana – Zimbabwe, östra Sydafrika (till östra Fristatsprovinsen och KwaZulu-Natal) samt Lesotho

### Släktestillhörighet
Tidigare placerades den i släktet Parisoma och behandlades som en medlem av familjen timalior. Genetiska studier visar dock att den är en del av sylviorna. Där placerades den initialt i släktet Sylvia. Enligt studier från 2019 består dock Sylvia av två klader som skildes åt för hela 15 miljoner år sedan. Dessa delas allt oftare upp i två skilda släkten, varvid rostgumpad sångare förs till Curruca.

## Levnadssätt
Arten påträffas i fynbos, buskmarker och torra floddalar. Den häckar monogamt och formar par för livet. Det skålfornade boet placeras lågt i vegetationen. Den ses ensam eller i par när den rör sig genom vegetationen på jakt efter insekter och andra små ryggradslösa djur.

## Status och hot
Arten har ett stort utbredningsområde och en stor population med stabil utveckling och tros inte vara utsatt för något substantiellt hot. Utifrån dessa kriterier kategoriserar internationella naturvårdsunionen IUCN arten som livskraftig (LC). Världspopulationen har inte uppskattats men den beskrivs som relativt vanlig och vida spridd i rätt miljö.